# Kornmarkt (Trier)
Koordinaten: 49° 45′ 18,5″ N, 6° 38′ 18,7″ O

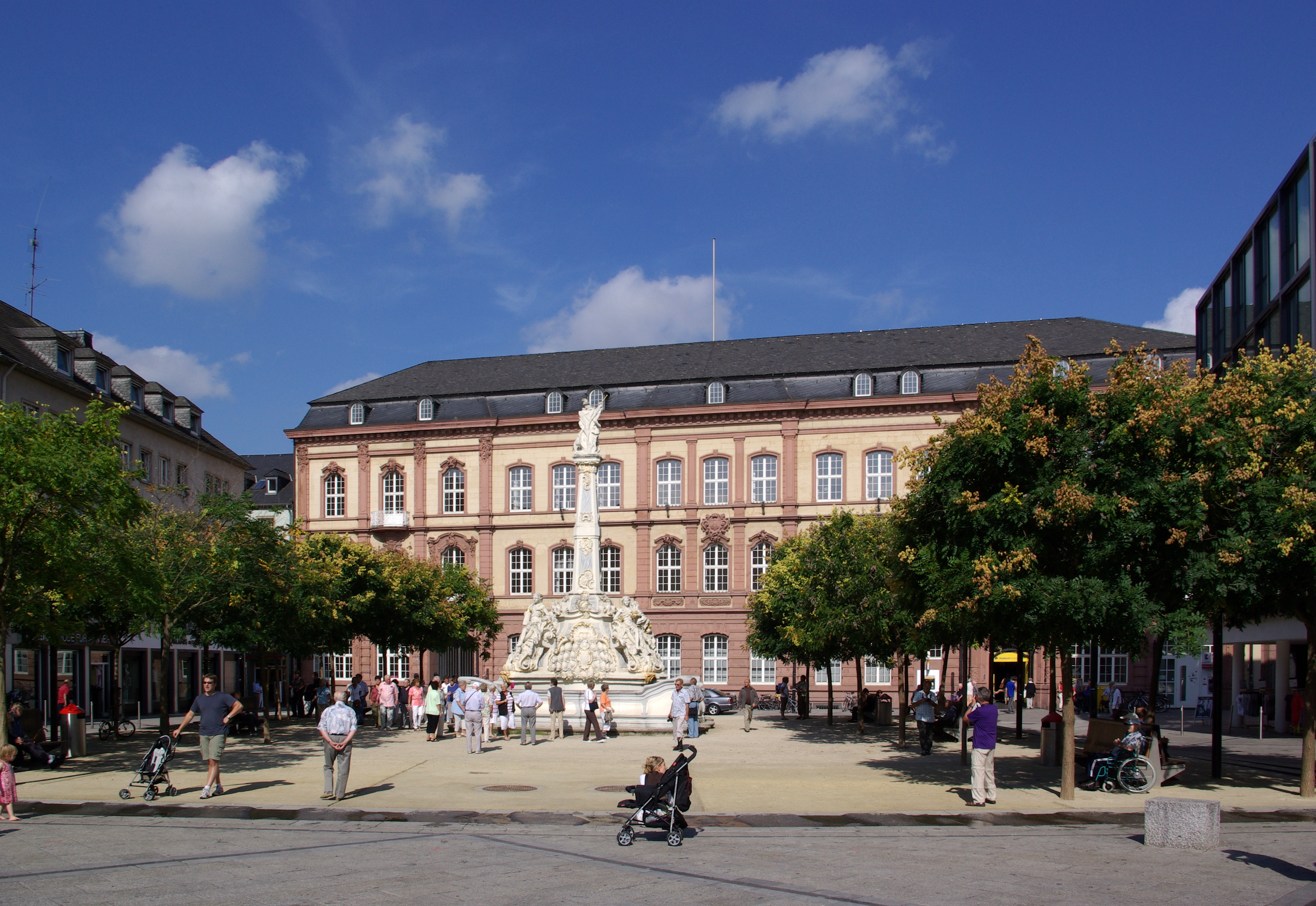
Kornmarkt. Im Hintergrund das Post- und Telegraphengebäude der Kaiserlichen Oberpostdirektion, gebaut 1879–82, davor der Georgsbrunnen, Rokokobrunnen mit Darstellung der vier Jahreszeiten und dem Heiligen Georg als Drachentöter auf einem Obelisk

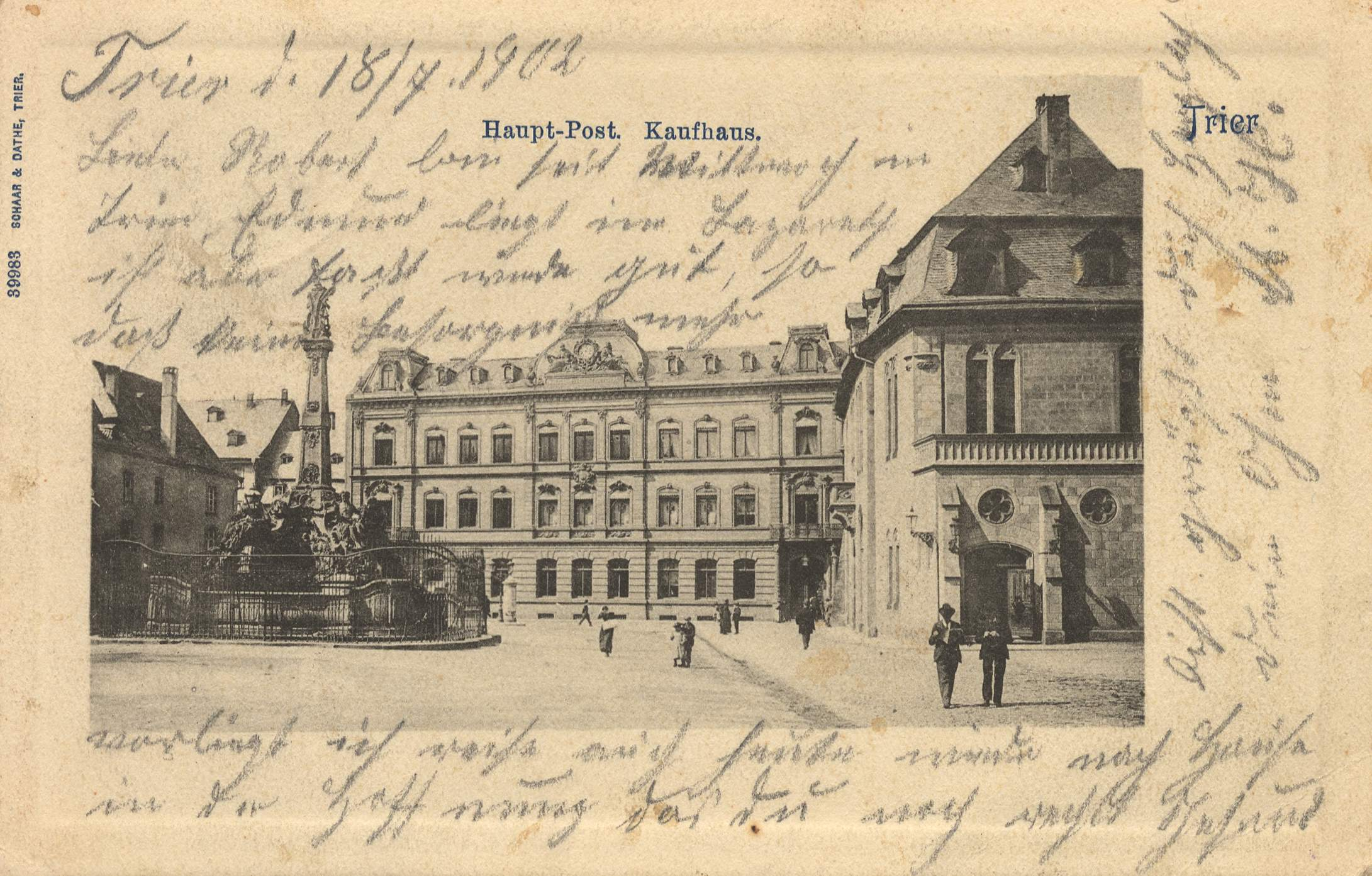
Ansicht von 1902 mit altem Rat- und Kaufhaus (rechts)

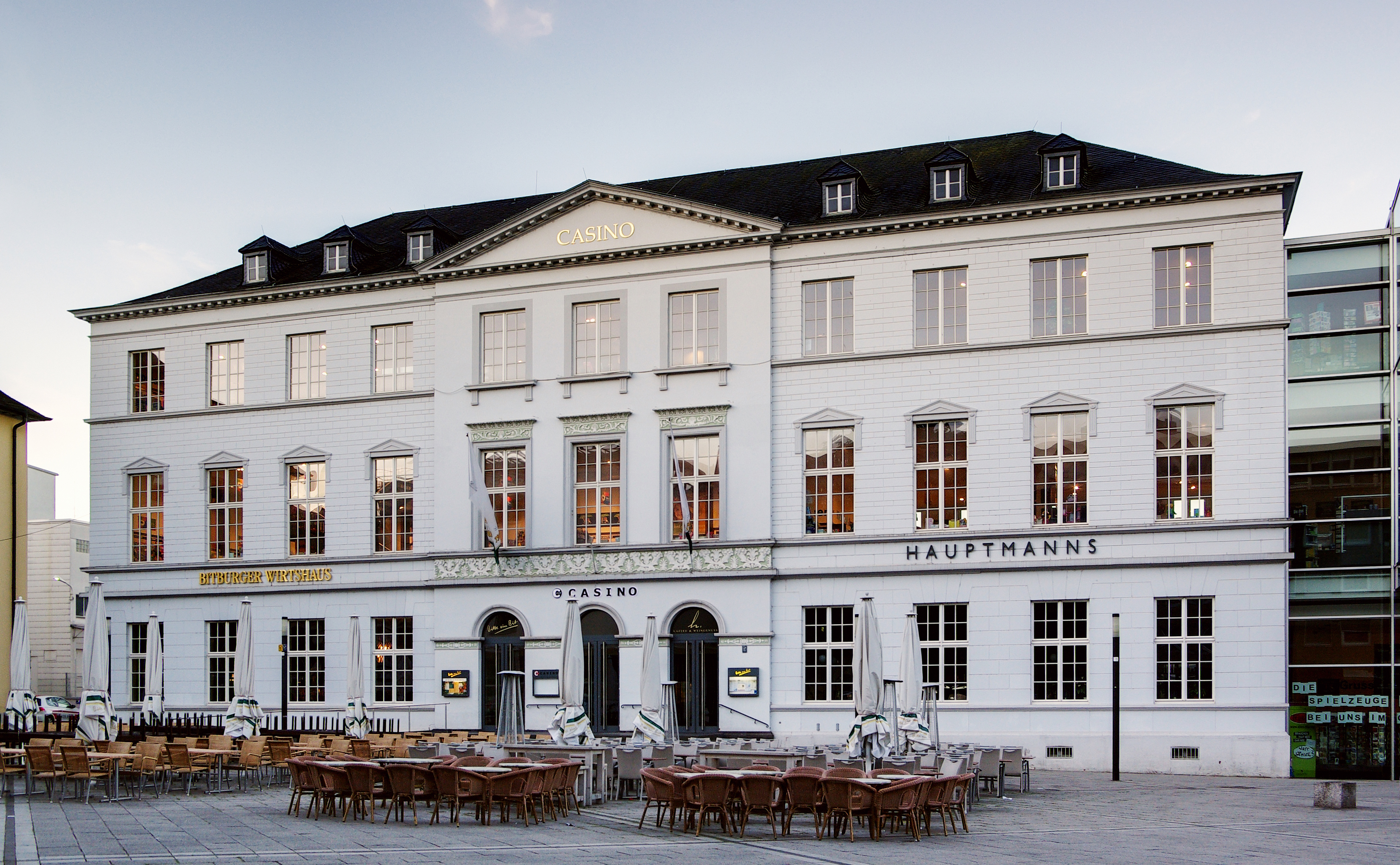
Das klassizistische Kasino an der Südseite

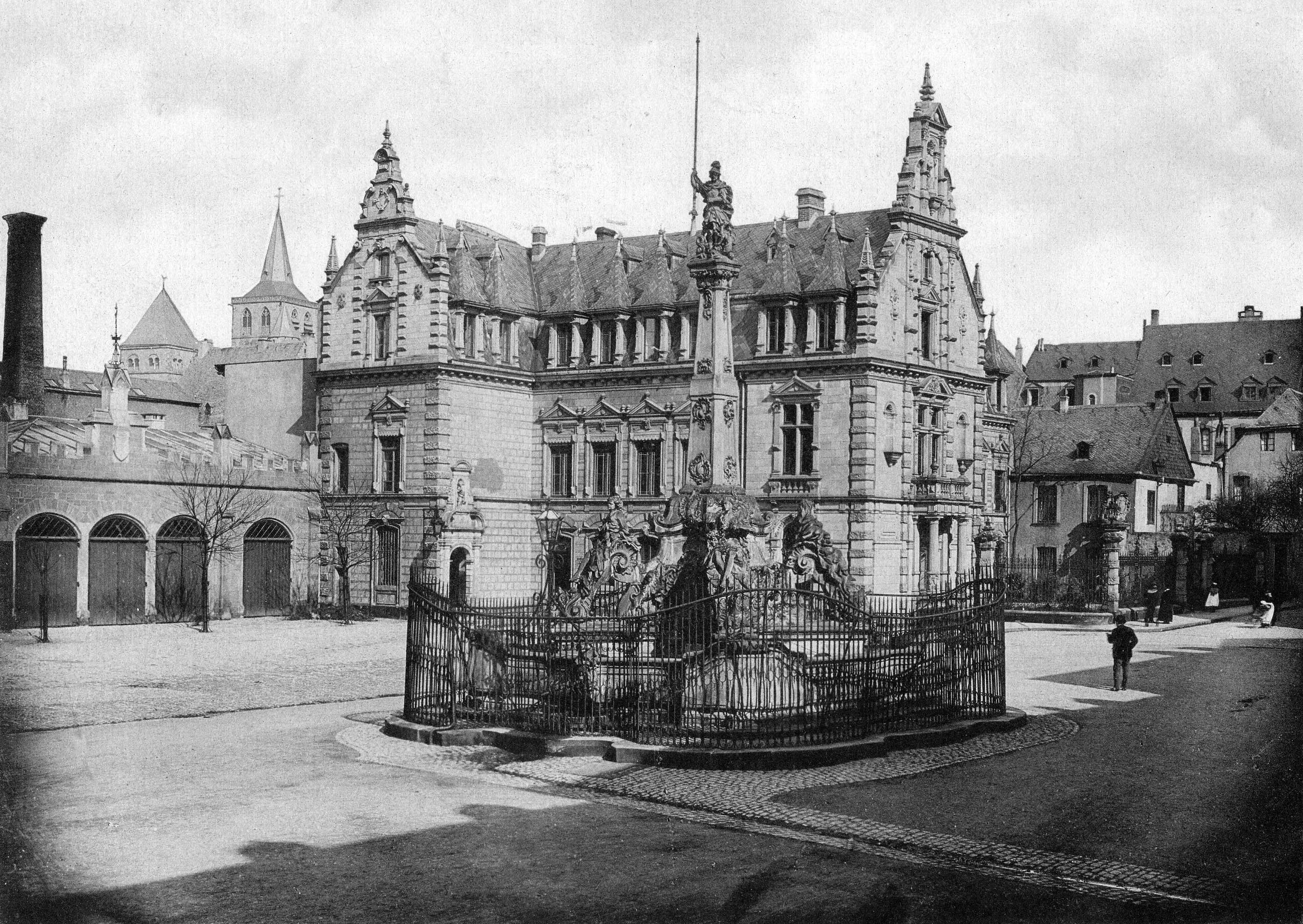
St. Georgsbrunnen und neueres Rathaus

Der Kornmarkt ist ein zentraler, etwa 40 × 80 m großer Platz in der Trierer Innenstadt. An ihn grenzen mehrere Restaurants und Cafés, eine Buchhandlung und der Posthof, der als ehemaliger Sitz der Trierer Oberpostdirektion inzwischen von Büros und Geschäften genutzt wird. Am Südrand des Platzes verläuft die Fleischstraße, eine der Hauptgeschäftsstraßen von Trier.

## Allgemeines
Nach einer Umgestaltung des Kornmarktes sowie Restaurierung des Brunnens im Jahr 2003 wird die Fläche heute intensiv gastronomisch genutzt. Der Platz wurde unter anderem mit 15.000 Granitplatten zu je 100 Kilogramm bepflastert. Proteste aus der Bevölkerung verhinderten die Fällung einer großen Zeder, die den Platz prägt. Vor der Umgestaltung war das Areal Parkplatz.
Im März 2004 eröffnete die bis dahin in der Fleischstraße angesiedelte Akademische Buchhandlung „Interbook“ (seit April 2008 „Interbook Mayersche“) in einem vollverglasten, an der Westwand des Kasinos anschließenden Neubau. Ihm musste das ehemalige Hotel „Zur Post“ weichen, das Mitte der 1950er Jahre ein kriegszerstörtes Hotel gleichen Namens ersetzt hatte. Sein Abriss begann im November 2002. Die Buchhandlung verdoppelte ihre Verkaufsfläche von 1100 Quadratmetern auf 2400 Quadratmeter. Im Februar 2019, kurz nach der Fusion der Mayerschen Buchhandlung mit Thalia wurde mit der Umgestaltung des obersten Stockwerks in Büroflächen begonnen; die Verkaufsfläche reduzierte sich damit auf 1900 Quadratmeter.
Der Markt bildet beim alljährlichen Trierer Altstadtfest, einem der größten Volksfeste der Region Trier, sowie auch beim Christopher Street Day einen der zentralen Punkte.

## Geschichte
Der Kornmarkt liegt rund 200 Meter entfernt vom Hauptmarkt und wurde auf Beschluss des Stadtrates vom 20. September 1746 „zu Nutz und Zierde“ angelegt. Das Rathaus befand sich zu der Zeit an der nördlichen Ecke zur Fleischstraße und hatte, wie die Steipe am Hauptmarkt, ein offenes Erdgeschoss. Dieses wurde als Kaufhalle, der dahinter liegende Hof als Lagerplatz genutzt. Mit dem neu anzulegenden Platz sollte diese Nutzung neu geordnet werden. Wegen des Stapelrechts mussten Schiffer Transportgut zunächst in der Stadt anbieten, bevor es weiter verschifft werden durfte. Die zahlreichen Kornsäcke, die infolgedessen auf dem neuen Markt angeboten wurden, trugen ihm schließlich den Namen Kornmarkt ein.
Der Platz ist annähernd rechteckig, lediglich die Nord-West-Seite weicht erheblich vom rechten Winkel ab. An der Nord-Ost-Ecke entstand ein neues schlichtes Rathaus; zwischen ihm und dem alten Rathaus standen mehrere kleinere Bauten. Die Südseite blieb zunächst ohne nennenswerte Bebauung, den optischen Abschluss bildeten zwei Baumreihen. Prunkstück des Platzes war das barocke Haus „Königsburg“ oder „Kronenburg“ an der Westseite des Platzes, das von Johannes Seiz entworfen oder zumindest von ihm beeinflusst wurde. Es wurde jedoch 1879 abgebrochen und durch die „Kaiserliche Oberpostdirektion“ ersetzt. Auf der Westseite des Platzes steht der von Johannes Seiz entworfene Georgsbrunnen, der zu Ehren des Kurfürsten Franz Georg von Schönborn aufgestellt wurde und als einer der schönsten Rokokobrunnen Deutschlands gilt. Ursprünglich war der Brunnen in der Mitte Platzes aufgestellt. 
Unter Schönborns Nachfolger Johann-Philipp von Walderdorff wurde der Platz zur Brotstraße hin geöffnet, die neu entstandene Straße heißt deshalb Johann-Philipp-Straße, Figuren seiner Namenspatrone stehen an der Eckgebäuden zur Brotstraße. Der Nachfolger Walderdorffs, der letzte Trierer Kurfürst Clemens Wenzeslaus von Sachsen, plante an der Südseite einen Neubau der Universität, der jedoch nicht mehr verwirklicht wurde. Stattdessen zog nach der Auflösung des Jesuitenordens die Universität in die nun frei gewordenen Kollegiengebäude.
Als Trier nach den Wirren der französischen Revolution und den napoleonischen Kriegen Preußen zugeschlagen wurde, erhielt der Platz sein geschlossenes Aussehen. Zu dieser Zeit war der Kornmarkt der Markt für Getreide und Heu. An der Südseite des Platzes wurde das klassizistische Kasino von Stadtbaumeister Johann Georg Wolff errichtet. In der dort ansässigen Kasinogesellschaft war das liberale Bürgertum, darunter der Rechtsanwalt Heinrich Marx, Vater von Karl Marx, tonangebend. Auch das Kasino fiel alliierten Luftangriffen zum Opfer, wurde aber bis Ende der 1950er Jahre wieder aufgebaut.
1907 war der Platz in einen Ziergarten umgestaltet worden, doch bereits 1930 wurde ein Teil des Platzes in einen Parkplatz umgewandelt. Während des Zweiten Weltkrieges wurde Löschwasserteiche ausgehoben, die später mit Trümmern zugeschüttet wurden. Das alte Rat- und Kaufhaus sowie das neuere Rathaus wurden während des Zweiten Weltkriegs durch Luftangriffe zerstört und Mitte der 1950er Jahre durch einen Neubau ersetzt, in dem die Industrie-und-Handelskammer (IHK), bis 1999, ihren Sitz nahm. Der stark beschädigte Brunnen wurde nach Westen zur Fleischstraße hin versetzt, um eine größere Parkplatzfläche zu schaffen. Mit der während dieses Krieges als Brandgasse angelegten Konstantinstraße war nicht nur eine Sichtachse zur Konstantinbasilika geschaffen worden, über sie konnte der Autoverkehr auch nach Umwandlung der Fleisch- und Brotstraße zur Fußgängerzone weiter zum Kornmarkt fließen.